# Seth Smith (giocatore di baseball)
Garry Seth Smith (Jackson, 30 settembre 1982) è un giocatore di baseball statunitense di ruolo esterno nella Major League Baseball (MLB).

## Carriera

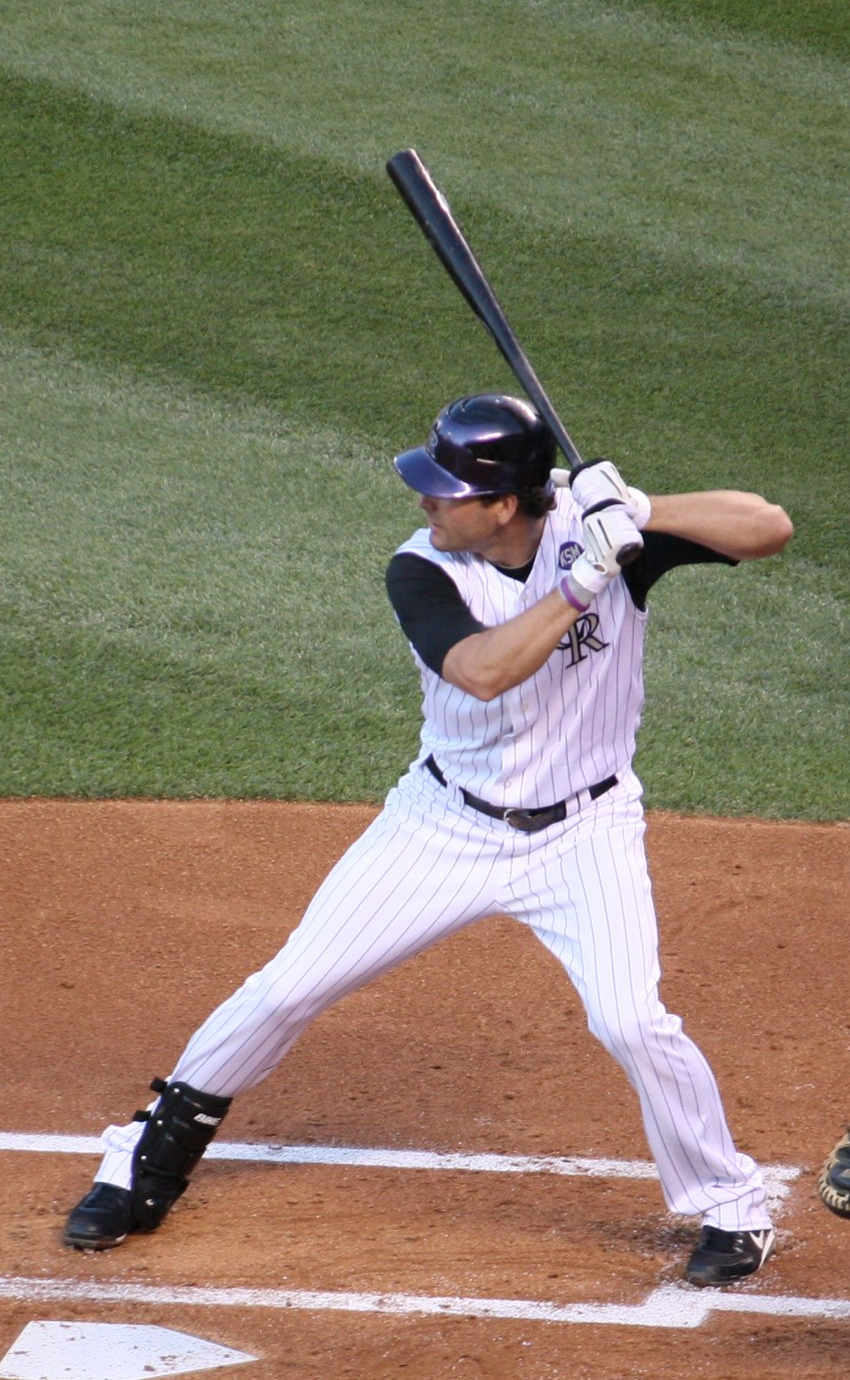
Smith con la maglia dei Colorado Rockies nel box di battuta

Smith debuttò in MLB il 16 settembre 2007 con i Colorado Rockies, contro i Florida Marlins. Quell'anno fu l'ultimo battitore dei Rockies a essere eliminato durante le World Series 2007, contro il closer dei Boston Red Sox Jonathan Papelbon, nonostante durante la post-season avesse mantenuto una media battuta sopra il .500.
Il 25 maggio 2008, Smith colpì il suo primo fuoricampo im carriera, una battuta da tre punti che valse la vittoria ai Rockies per 4-1 sui New York Mets.
Smith giocò la sua ultima stagione con la squadra del Colorado nel 2011. Con i Rockies in cinque stagioni e 487 partite giocate totalizzò 142 punti battuti a casa e 51 fuoricampo.
Il 16 gennaio 2012, i Rockies scambiarono Smith con gli Oakland Athletics in cambio dei giocatori Guillermo Moscoso e Josh Outman. Giocò la sua ultima stagione con la squadra californiana nel 2013. Con gli Athletics in due stagioni con 242 partite giocate totalizzò 92 punti battuti a casa e 22 fuoricampo.
Il 3 dicembre 2013, Smith fu scambiato dagli Athletics con i San Diego Padres in cambio del lanciatore Luke Gregerson. Il 2 luglio 2014, firmò un contratto di due anni per un valore di 13 milioni di dollari. Nonostante ciò, al termine della stagione 2014 fu reso disponibile per uno scambio. Concluse la sua unica stagione con i Padres con 132 partite giocate, 48 punti battuti a casa e 12 fuoricampo.
Il 30 dicembre 2014, i Padres scambiarono Smith con i Seattle Mariners in cambio del lanciatore Brandon Maurer. Terminò la sua prima stagione completa a Seattle con una media battuta di .248, 42 punti battuti a casa e 12 fuoricampo. L'anno seguente si migliorò con .249 di media battuta, 63 RBI e 16 fuoricampo.
Il 6 gennaio 2017, i Mariners scambiarono Smith con i Baltimore Orioles in cambio del lanciatore Yovani Gallardo. Concluse la stagione con una media battuta di .258, 32 RBI e 13 fuoricampo. Il 2 novembre 2017, Smith divenne free agent.